# Pedro Guiberguis
Pedro Guiberguis (Libertador General San Martín, Jujuy, Argentina. 26 de julio de 1969) es un futbolista argentino retirado. Se desempeñaba como mediocampista y el último equipo en el que militó fue el Atlético Ledesma de Argentina. Sus años de gloria pasaron en Gimnasia y Tiro (Salta), donde es uno de los máximos ídolos, logrando 2 ascensos a la Primera División de Argentina y en Bolívar jugando Copa Libertadores

## Clubes
| Club                       | País      | Año         |
| -------------------------- | --------- | ----------- |
| Sportivo Alberdi           | Argentina | 1987 - 1989 |
| Atlético Ledesma           | Argentina | 1990 - 1991 |
| Gimnasia y Tiro (Salta)    | Argentina | 1992 - 1997 |
| Gimnasia y Esgrima (Jujuy) | Argentina | 1997 - 1998 |
| Gimnasia y Tiro (Salta)    | Argentina | 1998 - 1999 |
| Barcelona SC               | Ecuador   | 2000        |
| Wilstermann                | Bolivia   | 2000 - 2001 |
| Bolívar                    | Bolivia   | 2002 - 2005 |
| Atlético Ledesma           | Argentina | 2005 - 2006 |